# Susumu Matsushima
Susumu Matsushima (松島 進, Matsushima Susumu, 5 janvier 1913 - 2009) est un photographe japonais réputé pour ses portraits de femmes, ses nus et ses photographies de mode.
Né le 5 janvier 1913 dans le quartier Ushigome de l'arrondissement de Shinjuku à Tokyo, Matsushima étudie au Tōkyō Kōtō Kōgei Gakkō (東京高等工芸学校), plus tard intégré dans l'université de Chiba), où il se lie d'amitié avec Gen Ōtsuka. Diplômé en 1933, il rejoint le magazine Jiji Shinpo-sha, mais le quitte bientôt et déménage à Nikkatsu où il travaillé en tant que photographe, mettant particulièrement l'accent sur des portraits de femmes, qu'il soumet également à Photo Times et autres magazines de photo.
Après la guerre, Matsushima travaille en indépendant sur les portraits de femmes, les photos de mode, etc. En 1948, il crée le groupe Shashinka Shūdan (写真家集団) avec Fujio Matsugi, Sankichi Ozaki et d'autres. Il continue à travailler abondamment après cela.
Matsushima est membre honoraire de la Société des photographes professionnels du Japon et de l'association des photographes du Japon.

## Expositions personnelles
(par ordre chronologique, certainement incomplet)
- Dai ikkai Matsushima Susumu Josei Shashin-ten (第1回松島進女性写真展?), 1952[2].
- Matsushima Susumu Josei Shashin Kyōshitsu (松島進女性写真教室?), 1969[2].

## Publications
(par ordre chronologique; probablement incomplet)
- Josei satsuei no jissai (女性撮影の実際?). Tokyo: Amiko Shuppansha, 1951. (ja)
- Josei-bi no utsushikata (女性美の寫し方?)). 大泉書店, 1951. (ja)
- Young Lady Nude: 36 Sheets of Color.  三世新社, 1968. A portfolio.
- (Joint work) Pōtrēto nūdo fotogurafi (ポートレート・ヌード・フォトグラフイ?). N.p. Matsushima Susumu Fotosutajio, 1979. (ja)
- Āto forumu: 70-nin no moderu ni yoru rafu-pōzu (アート・フォルム：70人のモデルによる裸婦ポーズ?). Tokyo: Erute Shuppan, 1990.  (ISBN 4-87199-020-6). (ja)
- Sutā pōtrēto-shū (スターポートレート集?). (ja)[3].
- Nūdo forumu (ヌードフォルム?). (ja)[3].